# Carol Vaness
Carol Vaness (San Diego, 27 de julio de 1952) es una soprano estadounidense.

## Biografía
Soprano lírico-dramática de importantes medios y esmaltado timbre considerada una de las mejores Fiordiligi de Così fan tutte, Donna Anna (y posteriormente Donna Elvira) de Don Giovanni, la condesa Almaviva de Las bodas de Fígaro, Vitellia en La clemenza di Tito y Elettra de Idomeneo, todos roles de Mozart. Cuando su debut en el célebre Festival de Glyndebourne su interpretación de Fiordiligi fue comparada con la de Ina Souez (1903-1992).
Comenzó su carrera profesional en 1979 uniéndose a la Ópera de Nueva York. Anteriormente había pasado algunos años cantando en el coro de la Primera Iglesia Presbiterana de Encino, California.
Su debut en el Metropolitan Opera llegó en 1984, y desde ese entonces ha cantado en los principales teatros y centros operísticos europeos, incluidos el Teatro alla Scala, la Ópera Nacional de París, la Ópera Estatal de Viena y el Royal Opera House, Covent Garden siendo solicitada por directores como Bernard Haitink, Charles Mackerras, Riccardo Muti, James Levine, Colin Davis, Kurt Masur y Donald Runnicles. 
Si particularmente reconocida por su interpretación de los roles mozartianos, pero asimismo se ha desempeñado en un amplio rango de óperas, incluyendo Manon Lescaut en la Ópera de Seattle. Además, es una de las mejores Toscas de su generación, rol que ha encarnado al lado de los principales tenores del momento, entre ellos Luciano Pavarotti, Plácido Domingo, Richard Leech, Vincenzo La Scola, y Marcello Giordani.
Es profesora vocal de tiempo completo en la Universidad de Indiana y forma parte del programa "Commitment to Excellence" , al que pertenecen además Jaime Laredo, André Watts y Joshua Bell.

## Discografía de referencia
- Albéniz, Merlín, Eusebio, DVD Teatro Real de Madrid 2004
- Beethoven: Missa Solemnis, Tate
- Beethoven: Symphony No 9, Dohnányi
- Britten, War Réquiem, Masur
- Gluck, Iphigénie en Tauride, Muti
- Mozart, Cosí fan tutte, Haitink
- Mozart, Don Giovanni (Donna Anna), Haitink
- Mozart, Don Giovanni (Donna Elvira), Muti
- Mozart, Don Giovanni (Donna Elvira), Conlon, Cologne 1991 DVD
- Mozart, Las bodas de Fígaro, Mackerras
- Mozart, La clemenza di Tito, Muti (Salzburgo, Live)
- Mozart, Idomeneo, Levine
- Mozart, Idomeneo, Haitink, Glyndebourne 1983 DVD
- Mozart Arias, Hager
- Puccini, Tosca, Muti
- Rossini, Mosé in Egitto, Sawallisch
- Rossini: Stabat Mater, Bychkov
- Verdi y Donizetti Arias, R. Abbado
- Verdi, Aroldo, Luisi
- Verdi, Requiem, Colin Davis